# Odaró
Az Odaró (más néven Odara, Odariv, Dáró-patak ukránul: Одарів, Odariv) folyó Kárpátalján, a Talabor bal oldali mellékvize. Hossza 14 km, vízgyűjtő területe 17,5 km². Esése 27 m/km. A Kraszna-havason ered.

## Települések a folyó mentén
- Darva (Колодне)
- Uglya (Угля)